# Susie Wolff

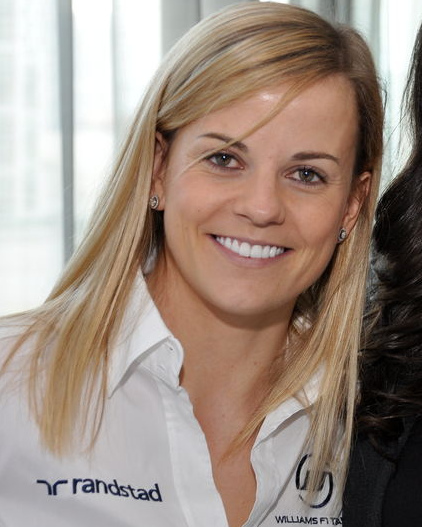
Susie Wolff in 2012.

Suzanne (Susie) Wolff (geboortenaam Stoddart; Oban, 6 december 1982) is een voormalig Brits autocoureur uit Schotland. Tussen 2006 en 2012 reed ze in de DTM voor Mercedes-Benz. Op 11 april 2012 kreeg ze een contract bij het Formule 1-team Williams als ontwikkelingscoureur. Ze woont in Zwitserland in de plaats Ermatingen met haar echtgenoot Toto Wolff, de teambaas van het Mercedes Formule 1 team. Het koppel is getrouwd in oktober 2011.
Naast de DTM heeft Wolff tussen 2002 en 2004 ook in de Britse Formule Renault gereden, waarin ze achtereenvolgens als achttiende, negende en vijfde in het kampioenschap eindigde. In 2005 reed ze in het Britse Formule 3-kampioenschap, waar ze als achttiende in het kampioenschap eindigde. In de DTM behaalde Wolff als beste resultaat twee zevende plaatsen in 2010 op de Lausitzring en op de Hockenheimring.

## Formule 1 (2012-2015)
Op 11 April 2012 werd Wolff development driver bij het Williams Formule-1 team. Het duurde echter tot 24 februari 2014 eer het werd bekend dat Wolff in dat jaar twee vrije trainingen zou mogen rijden voor het team. Zij werd hiermee de eerste vrouw sinds Giovanna Amati in 1992 die een Formule 1-bolide tijdens een raceweekend bestuurt.
In 2015 bleef Wolff actief bij Williams als testcoureur en mocht opnieuw tweemaal in een vrije training rijden. Op 4 november van dat jaar maakte zij bekend dat zij na de Race of Champions later die maand zou stoppen als autocoureur.

### Totale Formule 1-resultaten
| Seizoen | Inschrijving            | Chassis       | Motor                         | 1   | 2   | 3   | 4   | 5      | 6   | 7   | 8   | 9      | 10     | 11  | 12  | 13  | 14  | 15  | 16  | 17  | 18  | 19  | Pos | Punten |
| ------- | ----------------------- | ------------- | ----------------------------- | --- | --- | --- | --- | ------ | --- | --- | --- | ------ | ------ | --- | --- | --- | --- | --- | --- | --- | --- | --- | --- | ------ |
| 2014    | Williams Martini Racing | Williams FW36 | Mercedes PU106A Hybrid 1.6 V6 | AUS | MAL | BHR | CHN | SPA    | MON | CAN | OOS | GBR TC | DUI TC | HON | BEL | ITA | SIN | JPN | RUS | VST | BRA | ABU | -   | -      |
| 2015    | Williams Martini Racing | Williams FW37 | Mercedes PU106B Hybrid 1.6 V6 | AUS | MAL | CHN | BHR | SPA TC | MON | CAN | OOS | GBR TC | HON    | BEL | ITA | SIN | JPN | RUS | VST | MEX | BRA | ABU | -   | -      |

## Formule E (2018-)
In 2018 werd Susie Wolff de teambaas van het Venturi Racing team in de Formule E, ze werd eveneens aandeelhouder in het team. Onder haar leiderschap startte het team een partnerschap met Mercedes-Benz. Het team kende in het Formule E seizoen 2020-2021 haar beste resultaat tot nu toe, ook dit onder het leiderschap van Wolff.
In 2021 werd Wolff gepromoveerd tot de rol van Chief Executive Officer en nam Jérôme d'Ambrosio de rol van teambaas over vanaf het Formule E seizoen 2021-2022.